# Martin Harlinghausen
Martin Harlinghausen (* 17. Januar 1902 in Rheda, jetzt Rheda-Wiedenbrück; † 22. März 1986 in Gütersloh) war ein deutscher Offizier, Angehöriger der Legion Condor und zuletzt Generalleutnant der Luftwaffe der Bundeswehr.

## Militärischer Werdegang
Der in Westfalen geborene Martin Harlinghausen, Sohn von Therese Harlinghausen, geborene Zurmühlen, und des Fabrikanten Wilhem Harlinghausen, besuchte ein Gymnasium, studierte in Göttingen ein Semester Jura und trat am 1. April 1923 als Seekadett in die Reichsmarine ein, wo er 1927 zum Leutnant zur See befördert wurde. Am 1. Oktober 1933 wurde er zur Flugzeugführer-Ausbildung kommandiert. Ein Jahr später erfolgte seine Beförderung zum Hauptmann, und er begann seine Tätigkeit im Reichsluftfahrtministerium, wo er für Fragen der fliegerischen Ausbildung zuständig war.
Seine Laufbahn als aktiver Flieger begann Harlinghausen mit seiner Teilnahme als Freiwilliger bei der Legion Condor. Ab Dezember 1937 war er Kommandeur der Seeflieger auf Mallorca und erreichte bis zu seinem Abschied aus der Legion Condor im Dezember 1938 den Majorsrang.
Durch die anschließende Generalstabsausbildung an der Luftkriegsschule in Gatow erschloss sich für ihn ein weites Feld an Verwendungsmöglichkeiten. Zu Beginn des Zweiten Weltkriegs war Harlinghausen Major und Erster Generalstabsoffizier in der 10. Flieger-Division. Dort erhielt er am 1. November 1939 die Beförderung zum Oberstleutnant. Im Mai 1940 wurde er Chef des Stabes des X. Fliegerkorps. Im selben Jahr heiratete er Inge Ruhenstroth. Ab April 1940 nahm Harlinghausen als Beobachter für Robert Kowalewski (Chef der Stabsstaffel der Korpsführungskette im X. Fliegerkorps) wieder an Feindflügen teil. Vom 22. April bis Mai 1940 war er als Fliegerführer Trondheim tätig, von Mai bis Dezember 1940 als Fliegerführer Stavanger. Unter anderem wurde er als Kampfflieger gegen Schiffe der britischen Handels- und Kriegsmarine eingesetzt. Am 4. Mai 1940 wurde er mit dem Ritterkreuz des Eisernen Kreuzes ausgezeichnet, 1941 erhielt er das Eichenlaub und wurde zum Oberst befördert. Er war der jeweils erste Kampfflieger der Luftwaffe, dem das Ritterkreuz und das Eichenlaub verliehen wurden. Im Januar 1941 füllte er bis zum Eintreffen von Generalmajor Stefan Fröhlich zeitweilig die Funktion des Fliegerführers Afrika aus, bevor er im März zum Fliegerführer Atlantik ernannt wurde. Im Januar 1942 übernahm er in Grosseto/Italien als Geschwaderkommodore das Kampfgeschwader 26, das er zum ersten Torpedogeschwader der Luftwaffe umformte. Wenig später wurde er auch zum „Bevollmächtigten für die Luft-Torpedowaffe“ ernannt. Im März 1942 verlegte er mit zwei Gruppen des Geschwaders nach Norwegen, um sich an den Angriffen auf die Nordmeergeleitzüge der Alliierten zu beteiligen. Nach den alliierten Landungen in Nordafrika im November 1942 wurde er von dort abberufen, um die Position des Fliegerführers Tunesien zu übernehmen. Im Dezember 1942 wurde Harlinghausen zum Generalmajor befördert.
Ende Januar 1943 erhielt Harlinghausen die Führung des II. Fliegerkorps im Mittelmeerraum. Schwere Verluste dieses Verbandes unter seiner Verantwortung führten am 18. Juni 1943 zu seiner Ablösung aus der Führungsfunktion, anschließend erhielt er eine untergeordnete Position in Italien. Erst ab September 1944 konnte er seine Karriere mit der Übernahme des Luftgaus Wiesbaden fortsetzen. Im Dezember 1944 wurde Harlinghausen zum Generalleutnant befördert. Kurz vor Kriegsende wurde er noch zum Befehlshaber des Luftwaffenkommandos West ernannt.

## Gefangenschaft und Reaktivierung
Vom Kriegsende bis zum September 1947 befand sich Harlinghausen in amerikanischer Kriegsgefangenschaft. Anschließend arbeitete er als Industriekaufmann und später als Verkaufsleiter in der Holzindustrie.
Ab August 1957 baute Harlinghausen die neue Luftwaffe der Bundeswehr mit auf. Bis zu seinem Ausscheiden am 31. Dezember 1961 war er als Generalleutnant Befehlshaber der Luftwaffengruppe Nord. Ende des Jahres 1961 wurde Harlinghausen auf eigene Bitte von Minister Franz Josef Strauß in den einstweiligen Ruhestand versetzt, Grund war offensichtlich eine gegensätzliche Auffassung Harlinghausens zu einem versehentlichen Grenzüberflug der DDR durch zwei Maschinen der Luftwaffe im September 1961. Später wurde Harlinghausen Geschäftsführer der Deutschen Gesellschaft für Ortung und Navigation e. V. Er war zudem Mitglied des Internationalen Clubs der Luftfahrt.

## Auszeichnungen
- Medalla de la Campaña Española
- Spanienkreuz in Gold mit Schwertern und Brillanten[2]
- Eisernes Kreuz (1939) II. und I. Klasse
- Verwundetenabzeichen (1939) in Schwarz
- Ritterkreuz des Eisernen Kreuzes mit Eichenlaub[3]
  - Ritterkreuz am 4. Mai 1940
  - Eichenlaub 30. Januar 1941 (8. Verleihung)
- Ärmelband Afrika
- Flugzeugführer- und Beobachterabzeichen in Gold mit Brillanten am 17. April 1945[4]
- Nennung im Wehrmachtbericht
- Großes Verdienstkreuz des Verdienstordens der Bundesrepublik Deutschland